# Martin Johansson
Martin Johansson (* 26. září 1984, Avesta) je bývalý švédský reprezentant v orientačním běhu. Je dvojnásobným bronzovým medailistou z mistrovství světa v orientačním běhu a juniorským mistrem světa. V současnosti běhá za švédský klub IFK Mora.

## Zranění naMS 2009
Na mistrovství světa v roce 2009 se krátce před cílem v závodě štafet na posledním úseku zranil a těžko odhadnout, co by se dělo, kdyby blízko něj nebyli další tři běžci. Měl ve stehně vraženou tři centimetry silnou větev. Nebýt zachránců - Čecha Michala Smoly, Francouze Thierryho Gueorgiou a Nora Anderse Nordberga asi by závod nepřežil. Štafety Norska, Francie a České republiky ani po ztrátě medailových pozic závod nevzdaly a poté, co pomohli soupeři, doběhli svou trať a společně se objevily v cíli na 25., 26. a 27. místě. Za tento odvážný čin byl později Michal Smola oceněn hlavní českou cenou fair play. Johansson se ze zranění úspěšně zotavil během zimy roku 2009.